# Passengers (2008)
Passengers is een bovennatuurlijke thriller uit 2008 onder regie van Rodrigo García. Voor scenarioschrijver Ronnie Christensen was de productie de vijfde film van zijn hand, maar de eerste die in de bioscoop verscheen (na vier televisiefilms).

## Verhaal
Een vliegtuig met 109 inzittenden stort neer op een strandje nabij Pinewood. Trauma-therapeute Claire Summers (Anne Hathaway) wordt daarom door haar baas Perry (Andre Braugher) uit bed gebeld. Ze moet direct komen en de zorg op zich nemen over de enige vijf aangetroffen passagiers die het ongeluk na kunnen vertellen. Vier daarvan verschijnen netjes op de door haar georganiseerde groepsgesprekken: Dean Haskell (Ryan Robbins), Shannon (Clea DuVall), Janice (Chelah Horsdal) en Norman (Don Thompson). Nummer vijf Eric Clark (Patrick Wilson) vertikt het daarentegen om als patiënt gezien te worden en weigert daarom naar de bijeenkomsten te komen. Hij heeft ook niet het idee dat hij hulp nodig heeft, want hij is lichamelijk ongeschonden en sinds het ongeluk verkeert hij in een constante staat van euforie.
Summers wil Clark niet zomaar laten lopen, want ze verwacht dat hij nog een terugval krijgt wanneer het goed tot hem doordringt wat er is gebeurd. Daarom stemt ze erin toe om afspraken met hem te maken buiten de officiële locaties daarvoor, zodat de situatie voor hem minder professioneel aanvoelt. Hoewel Clark constant onomwonden met haar flirt, wil ze wel dat duidelijk is dat ze geen afspraakjes met elkaar hebben in die zin van het woord. Hij stemt wel toe, maar gaat niettemin gewoon door met zijn toenaderingspogingen. Omdat hij nooit ongepast opdringerig wordt, laat Summers het maar gaan.
De officiële oorzaak van het vliegtuigongeluk is dat het een menselijke fout van de piloot was. Tijdens de eerste georganiseerde bijeenkomst met de overlevenden, weet Haskell niettemin zeker dat hij aan boord een explosie heeft gezien vóór het toestel neerstortte. Summers gaat daarom verhaal halen bij de luchtvaartmaatschappij. Daar staat Mr. Arkin (David Morse) haar te woord. Hij houdt het toch op een menselijke fout en toont duidelijk aan dat hij daarin geen tegenspraak duldt. Summers gaat verbouwereerd weg. Op de eerstvolgende bijeenkomst is niettemin Haskell afwezig en niemand weet waar hij is. Norman herinnert zich inmiddels dat Haskell wel degelijk de waarheid sprak over een explosie. De bijeenkomst wordt kort verstoord doordat Arkin het gebouw binnenkomt om Summers te waarschuwen voor haar reputatie als ze doorgaat met de overlevenden 'dingen aan te praten'. Bij de eerstvolgende bijeenkomst ontbreekt naast Haskell ook Norman. Ze kan zich niettemin niet voorstellen dat een grote luchtvaartmaatschappij er iets mee van doen heeft. Haar baas Perry vertelt haar daarnaast dat het niet zo vreemd is dat naarmate de tijd verstrijkt er steeds minder mensen komen opdagen op bijeenkomsten voor traumaverwerking.
Behalve over de verdwijnende passagiers verbaast Summers zich nog ergens over. Hoewel ze Clark nooit eerder had ontmoet, wist hij toen ze elkaar voor het eerst ontmoetten dat ze een zus had. Hij raadde haar immers aan die te bellen, 'omdat het later altijd te laat kan zijn'. In realiteit had Summers op dat moment inderdaad al een paar maanden haar oudere zus Emma (Stacy Grant) niet meer gesproken, na een ruzie over hun verschillende levensstijlen. Toen Summers voor het eerst langskwam op Clarks kantoor, wist hij daarnaast precies wat ze in haar koffie gebruikt zonder dat ze hem dit al verteld had. En niet alleen Clark blijkt dingen te weten die hem niet verteld zijn. Nadat hij Summers thuis opzoekt en ze hem daar weer wegstuurt, merkt haar huisbazin Toni (Dianne Wiest) op dat ze Clark wel een geschikte partij voor haar vindt. Summers heeft tegenover Toni niettemin nooit zijn naam genoemd. Ze probeert verschillende keren naar Emma te bellen maar krijgt steeds haar antwoordapparaat. Wanneer Summers bij haar thuis langsgaat, is er niemand aanwezig.
Summers gaat steeds meer met Clark om, die zich als herboren voelt en allerlei levensgevaarlijke fratsen uithaalt. De dood jaagt hem geen enkele schrik meer aan. Hij sleurt haar ondanks haar hoogtevrees mee hoge daken op en samen gaan ze een eind hard rijden op zijn motorfiets zonder een helm op te zetten. Ook blijft hij onophoudelijk met haar flirten en stopt hij ongezien zijn huissleutel in haar jaszak, zodat ze altijd bij hem binnen kan. Hij wordt wel steeds achtervolgd door een hond, die hij op zeker moment ineens herkent: het is zijn eigen hond, maar die had hij toen hij klein was en is al jaren dood. 's Nachts in het park komt hij Jack (William B. Davis) tegen, van wie hij zich pas later realiseert dat het zijn overleden oom is. Voor Clark valt daarmee alles op zijn plaats. Voor Summers komt dat moment wanneer ze de passagierslijst ziet van het neergestorte vliegtuig. Zowel zij als Clark zaten zelf aan boord en zijn ook omgekomen. De crash had helemaal geen overlevenden. Summers moest haar dood alleen zelf nog accepteren, waarbij ze in de gaten gehouden werd door Toni en Perry. Dat zijn in realiteit niet haar baas en huisbazin, beseft ze, maar haar overleden oudtante en haar vroegere leraar op de basisschool.

### Epiloog
Emma wordt binnengelaten in de woning van haar verongelukte zus Claire, om haar spullen uit te zoeken en op te ruimen. Binnen treft ze een kaartje aan dat Claire aan haar schreef, alleen nog niet op de post had gedaan. Hierin staat dat Claire het goed wil maken omdat ze haar zus veel te belangrijk vindt om ruzie met haar te hebben.

## Rolverdeling
- Anne Hathaway - Claire Summers
- Patrick Wilson - Eric Clark
- Ryan Robbins - Dean Haskell
- Clea DuVall - Shannon
- Don Thompson - Norman
- Chelah Horsdal - Janice
- David Morse - Mr. Arkin
- Andre Braugher - Perry
- William B. Davis - Jack
- Dianne Wiest - Toni
- Stacy Grant - Emma

## Hints in de film
- Iedere keer wanneer er iets grijs in de film voorkomt (zoals een voorwerp of kledingstuk) wordt er een beetje van het ware verhaal achter het vliegtuigongeluk blootgegeven.